# Iosif Orbeli
Iosif Orbeli (ros. Иосиф Абгарович Орбели; orm. Հովսեփ Աբգարի Օրբելի) – rosyjski orientalista i działacz społeczny, członek organizacji naukowców Akademii Nauk ZSRR od 1935 roku, w latach 1943-1947 - pierwszy prezes Akademii Nauk Armeńskiej Socjalistycznej Republiki Radzieckiej, w okresie 1934-1951 - dyrektor Ermitażu, brat Rubena i Leona Orbelich.

## Życiorys

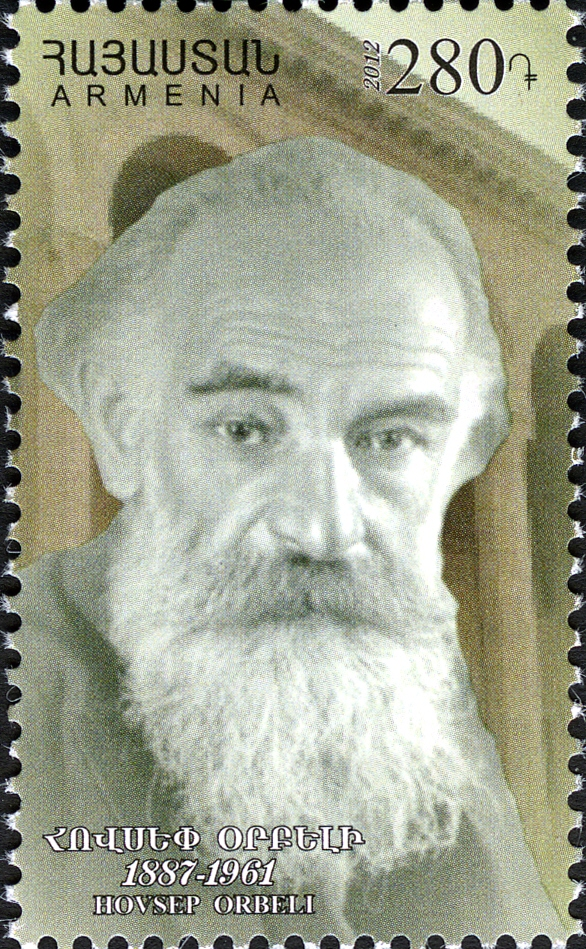
Portret Iosifa Orbelego na ormiańskim znaczku pocztowym, 2012

Urodził się 8/20 marca 1887 roku w Kutaisi. W 1911 roku ukończył studia na Uniwersytecie Petersburskim. W czasie studiów brał udział w wykopaliskach archeologicznych średniowiecznego miasta Ani. W latach 1914–1931 wykładał jako docent, później profesor na tymże uniwersytecie. W 1916 roku prowadził prace archeologiczne w Turcji nad Wanem. Od 1920 roku pracował w Ermitażu, gdzie stworzył dział Wschodu - największe na te czasy centrum radzieckiej orientalistyki. W latach 1929 i 1936 wziął udział w badaniach archeologicznych w Armenii.
W okresie II wojny światowej pozostał w Leningradzie podczas blokady, gdzie prowadził prace nad zachowaniem zabytków muzealnych. Po wojnie kierował odnowieniem Ermitażu.
W latach 1955–1960 pełnił funkcje dziekana fakultetu orientalistyki uniwersytetu leningradzkiego. Od 1956 do 1961 roku kierował Instytutem Narodów Azji Akademii Nauk ZSRR. W ramach pracy instytutu zajmował się Kaukazem i historią kultury średniowiecznego Bliskiego Wschodu. Opublikował również prace z zakresu kultury Sasanidów i Seldżuków. Wiele prac poświęcił ormiańskiej epigrafice, eposowi narodowemu, językowi kurdyjskiemu oraz architekturze Gruzji i Armenii. W ramach pracy dydaktycznej Orbeli stworzył szkołę radzieckich znawców Kaukazu, która charakteryzowała się połączeniem pracy w zakresie kultury materialnej i filologii. Został odznaczony dwoma orderami Lenina oraz innymi orderami i medalami.
Zmarł 2 lutego 1961 roku w Leningradzie.